# Миклуш, Степан Иванович
Степан Иванович Миклуш (укр. Степан Іванович Миклуш; род. 20 апреля 1957 года, село Колоницы Яворовского района Львовской области) — украинский лесовод, доктор сельскохозяйственных наук. Академик Лесоводческой академии наук Украины, декан лесохозяйственного факультета Национального лесотехнического университета Украины (НЛТУ), профессор кафедры лесной таксации и лесоустройства.

## Биография
Родился 20 апреля 1957 года в селе Колоницы Яворивского района Львовской области. Окончил с отличием Львовский лесотехнический институт (ныне — Национальный лесотехнический университет Украины) по специальности «лесное хозяйство», получив квалификацию «Инженер лесного хозяйства».
После окончания вуза в 1979 году работал помощником лесничего на Волыни. Затем — на различных должностях в Львовском лесотехническом институте (с 1993 — Украинский государственный лесотехнический университет Украины, затем — Национальный лесотехнический университет Украины): был старшим лаборантом, младшим научным, научным, старшим научным сотрудником, ассистентом кафедры лесной таксации и лесоустройства. В 1994 году получил учёное звание доцента по кафедре лесоводства, таксации, лесоустройства и геодезии, а с 2008 года работает в должности профессора кафедры лесной таксации и лесоустройства. Также с 2003 год является деканом лесохозяйственного факультета НЛТУ.
В 1986 году защитил в Ленинградской лесотехнической академии кандидатскую диссертацию по специальности 06.03.02 «лесная таксация и лесоустройство». Докторскую диссертацию по этой же специальности защитил в 2009 году в киевском Национальном университете биоресурсов и природопользования.

## Научная и педагогическая деятельность
Осуществляет подготовку специалистов по специальности «Лесное хозяйство» направления «Лесное и садово-парковое хозяйство». Основные преподаваемые дисциплины: в бакалавриате — «Биометрия» и «Ведение лесного хозяйства», в специалитете и магистратуре — «Аэрокосмические методы в лесном хозяйстве» и «Лесоустройство». С 1999 года руководит аспирантами, под его руководством защищено три кандидатских диссертации по инвентаризации лесных насаждений западного региона Украины. Научно-педагогический стаж работы С. И. Миклуша составляет более 25 лет.
Основные направления научных исследований С. И. Миклуша — изучение роста и производительности равнинных буковых насаждений, их оценка наземными и дистанционными методами и организация многоцелевого хозяйства в них.

## Ссылка
- Биография на сайте Национального лесотехнического университета Украины.
- Каталог научных работ Миклуша Степана Ивановича — Национальная библиотека Украины имени В. И. Вернадского .